# Tonia (województwo wielkopolskie)
Tonia – wieś w Polsce położona w województwie wielkopolskim, w powiecie ostrzeszowskim, w gminie Doruchów.
W Toni urodził się Andrzej Płachta, podpułkownik obserwator Wojska Polskiego, uczestnik I i II wojny światowej oraz wojen z Ukraińcami i bolszewikami.

Inne miejscowości o nazwie Tonia: Tonia